# تيراي
ترائي أو تيراي أو تاراي (بالهندية: तराई بالنيبالية: तराइ) هي منطقة منخفضة في شمال الهند وجنوبنيبال تقع جنوب التلال الخارجية لجبال الهيمالايا وتلال سيفاليك وشمال سهل الغانج الهندي. يتميز هذا الحزام المنخفض بالأراضي العشبية الطويلة، والسافانا، وغابات الشورية والمستنقعات الغنية بالطين. في شمال الهند، تمتد التيراي من نهر جمنة شرقاً عبر هاريانا وأوتاراخند وأوتار براديش وبيهار والبنغال الغربية. إن تيراي هي جزء من سافانا ومراعي تيراي-دوار البيئية. وهي مماثلة للمنطقة المنخفضة في البنغال الغربية وبنغلاديش وبوتان وآسام في حوض نهر براهمابوترا «دوارس». في نيبال، تمتد التيراي على أكثر من 33،998.8 كيلومتر مربع (13،127.0 ميل مربع)، أي حوالي 23.1٪ من مساحة اليابسة في نيبال، وتقع على ارتفاع يتراوح بين 67 و300 متر (220 و 984 قدمًا). تضم المنطقة أكثر من 50 أرض رطبة. شمال تيراي يرتفع البهابار (مروحة طميية)، وهو حزام ضيق ولكنه متصل باللغابات يبلغ عرضه حوالي 8-12 كم (5.0 - 7.5 ميل).